# Moussa Diagana
Moussa Diagana (M'Bout, Mauritania, 1946 - Dakar, Senegal, 16 de enero de 2018) fue un escritor y guionista mauritano en francés. Estudió en Nuakchot, Túnez y la Sorbona y trabajó en Malí.

## Obra
- La Légende du Wagadu, vue par Sïa Yatabéré, 1988 (teatro)
- Targuiya, 2001 (teatro)